# مسیه ۷۱
مسیه ۷۱(به انگلیسی: Messier 71) یا ان‌جی‌سی ۶۸۳۸ یک خوشه ستاره‌ای کروی در صورت فلکی کمان است که فاصله آن از زمین دوازده هزار سال نوری و قدر ظاهری آن ۸.۵ است.